# مینهوا
مینهوا (کره‌ای: 민화) به هنر نقاشی فولکلور کره‌ای گفته می‌شود که عمدتاً توسط هنرمندان دوره‌گرد یا ناشناس و بدون آموزش رسمی خلق می‌شد. این نقاشی‌ها اغلب با هدف کاربرد روزمره یا تزئین، از گرایش‌های معاصر در هنر فاخر الهام می‌گرفتند. واژهٔ «مین‌هوا» نخستین بار توسط یاناگی سوئه‌تسو، متفکر ژاپنی، ابداع شد.
در معنای واژه‌ای، مین‌هوا به معنای «نقاشی مردم» یا «نقاشی عامیانه» است. این سبک نقاشی اغلب توسط صنعتگران گمنامی اجرا می‌شد که به دقت از سبک‌ها، قواعد و ژانرهای به ارث رسیده از گذشته پیروی می‌کردند. مین‌هوا بُعدی جادویی نیز داشت؛ باور بر این بود که این آثار دارای نیروهای سودمند و حافظ صاحبخانه و خانواده‌اش در برابر نیروهای اهریمنی‌اند. در مین‌هوا، موضوعات محبوب و نمادینی همچون درنا، صخره، آب، ابر، خورشید، ماه، درختان کاج، لاک‌پشت، حشرات و گل‌ها به تصویر کشیده می‌شد. مین‌هوا، که روی کاغذ یا بوم نقاشی می‌شد، گونه‌ای از هنر عامیانهٔ سنتی کره‌ای در دوران چوسان (۱۳۹۲–۱۹۱۰) به‌شمار می‌رود. یون (۲۰۲۰) می‌نویسد: «مین‌هوا شکلی از هنر سنتی است که پیوندی نزدیک با زندگی مردم کره داشته و بنابراین به بهترین شکل احساسات کره‌ای را بازتاب می‌دهد» (ص. ۱۴).